# ヴェルネ＝レ＝バン
ヴェルネ＝レ＝バン（Vernet-les-Bains、カタルーニャ語:Vernet）は、フランス、オクシタニー地域圏ピレネー＝オリアンタル県のコミューン。

## 地理
カニグー山のふもと、カディー谷の中にある。ヴェルネは19世紀から20世紀初頭に最盛期を迎えた温泉保養地である。1940年の洪水で村の施設が破壊されてしまった。温泉はリウマチ、鼻の慢性疾患、喉や気管支に効果があると言われた。温泉の他、村は山の中にあるため多くのハイキング・コースの出発点となっている。
ヴェルネはカディー谷の中のヴィルフランシュ＝ド＝コンフランの南9kmのところにある。毎日のバス路線が県バス・サービス部門によって提供されている。

## 歴史
874年以降、サン・サトゥルナン教会があったことが述べられている。それはカディー川左岸にたっていた。元々ヴェルネを支配していたのはセルダーニュ伯であった。セルダーニュ伯の堂々とした城が隣のカステイユにある。1007年、まちはサン＝マルタン・デュ・カニグー修道院の管轄下に入った（修道院は997年から1000年までの間に建設された）。
領主の城が12世紀までに現在の場所に築かれた。村の中核を形成する人口を再編したのは、城の近くだった。これが現在のヴェルネである。古くに建てられた教会の周りの集落は放棄された。領主はテート川谷とを往復するルートを管理し、しばしば農民や修道士たちから金品を奪い取った。
1710年、洪水でサン・サトゥルナン教会が破壊された。そして教区の席が現在の教会の礼拝堂に移された。
19世紀、ヴェルネはその源泉で知られる温泉保養地となった。1940年の洪水で、温泉施設のほとんどが破壊された。
しかしカジノが再開され、温暖な気候やその風景の美しさを満喫したい新しい住民を惹きつけている。

## ル・ヴィユー・ヴェルネ

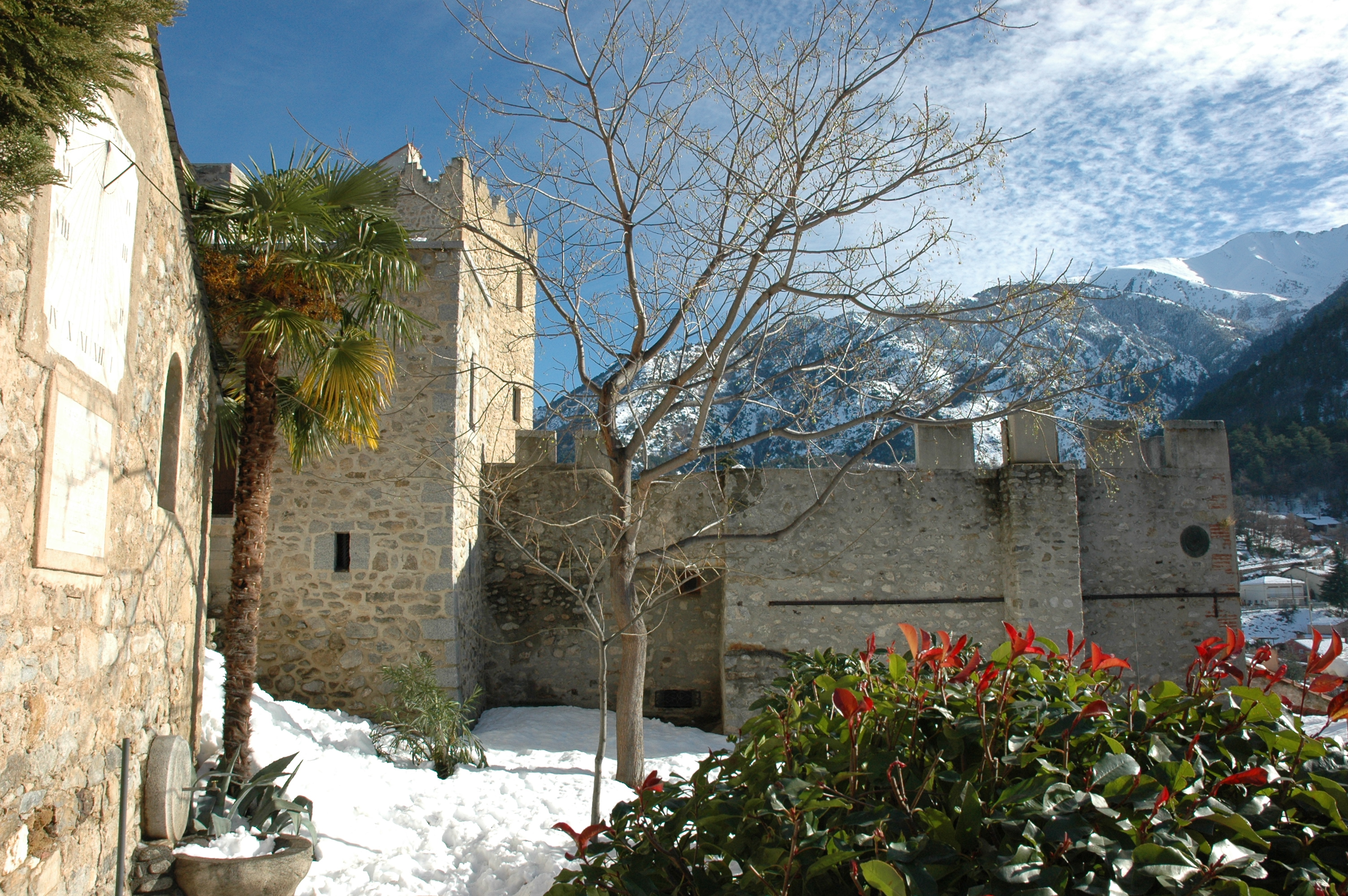
ヴェルネ城

古いヴェルネ村は、19世紀に大幅に修繕された城が見下ろす現在の村の、北の丘にある。古い礼拝堂は現在の教区教会で、西側に近接する。サント・マリー・ド・ピュイグ教会（現在のサン・サトゥルナン教会）は1176年に名が記されたかつての礼拝堂である。古いサン・サトゥルナン教会が洪水で1710年に失われたあと、教区教会となった。
城や教会の周囲すべてが開発され、カディー川が将来洪水を起こした場合安全なように住宅は丘の斜面に広がり、裏通りのネットワークも備える。いくつかの家は美しいファサードが復元されている。
中世の城は東側にある長方形の塔のみで、建物の残り大部分は19世紀に再建されたものである。

## 人口統計
| 1962年 | 1968年 | 1975年 | 1982年 | 1990年 | 1999年 | 2006年 | 2007年 | 2010年 |
| ------ | ------ | ------ | ------ | ------ | ------ | ------ | ------ | ------ |
| 1293   | 1229   | 1310   | 1325   | 1489   | 1440   | 1488   | 1480   | 1439   |

参照元:INSEE · 

## ゆかりの人物
- アンドレ・マルロー - 1937年に滞在
- ラドヤード・キプリング - 1911年に滞在